# Lohn-Ammannsegg
Lohn-Ammannsegg is een gemeente en plaats in het Zwitserse kanton Solothurn en maakt deel uit van het district Wasseramt.
Lohn-Ammannsegg telt 2524 inwoners.